# Yermolayev Yer-2
Yermolayev Yer-2 là một loại máy bay ném bom hạng trung tầm xa của Liên Xô trong Chiến tranh thế giới II. Nó được phát triển từ mẫu thử máy bay dân dụng chở khách Bartini Stal-7 trước chiến tranh. Nó được sử dụng để ném bom Berlin từ căn cứ tại Estonia sau Chiến dịch Barbarossa năm 1941. Công việc sản xuất chấm dứt vào tháng 8-1941 để nhà máy tập trung vào chế tạo loại máy bay cường kích có độ ưu tiên cao hơn là Ilyushin Il-2, nhưng nó lại được tái khởi động vào cuối năm 1943 với các động cơ máy bay dùng nhiên liệu diesel Charomskiy ACh-30B mới, hiệu quả sử dụng nhiên liệu cao hơn.

## Lịch sử hoạt động
Yer-2 không phục vụ trong phi đội khi Đức xâm lược vào ngày 22 tháng 6 năm 1941, nhưng trung đoàn ném bom tầm xa 420 và 421 (tiếng Nga: Dahl'niy Bombardirovchnyy Aviapolk-DBAP)đã được thành lập ngay sau đó.Tuy nhiên không phải bất kỳ trung đoàn bay nhiệm vụ hoạt động cho đến khi sau này trong mùa hè. Vào tối ngày 10 tháng 8 những chiếc Yer-2 của DBAP 420, kèm theo Petlyakov Pe-8 của DBAP 432, cố gắng đánh bom Berlin từ sân bay Pushkino gần Leningrad. Sân bay quá ngắn để chứa đầy đủ những chiếc Yer-2, nhưng đã có 3 máy bay dẫn đầu cất cánh. 2 chiếc đánh bom Berlin hoặc ngoại ô của nó, nhưng chỉ có một chiếc trở lại thành công; chiếc khác bị bắn rơi bởi những chiếc Polikarpov I-16 của quân ta khi nó trở lại không phận của Liên Xô và các máy bay thứ ba bị mất tích. Ba phi hành đoàn từ DBAP 420 ném bom Königsberg trong đêm 28-29 tháng 8 và ngày 30 Tháng Tám - 1 tháng 9 từ sân bay Ramenskoye, phía đông nam Moscow.
01 Tháng 10 1941 63 chiếc Yer-2 phục vụ, nhưng chỉ có 34 chiếc hoạt động. Trung đoàn 420th DBAP đã bay 154 phi vụ vào đầu tháng 11 và đã mất ba mươi máy bay hoặc bốn mươi của mình. Hơn một nửa trong số này (19 chiếc) là do thua không chiến. Thiệt hại ước tính rất cao so với mùa thu và mùa đông khi họ không phù hợp cam kết đối với các mục tiêu tiền tuyến chiến thuật của Đức trong trận Moscow ở độ cao thấp và chỉ có mười hai chiếc đã phục vụ trên 18 Tháng ba năm 1942. Vào ngày 4 tháng 8 năm 1942 trung đoàn DBAP 747 chỉ có mười chiếc Yer-2 và nó đã được cam kết một thời gian ngắn trong trận Stalingrad. Những người sống sót đã bay, mặc dù suy giảm con số, cho đến tháng 8 năm 1943 khi những chiếc máy bay cuối cùng đã được chuyển đến các trường của Bộ đội 2 DBAP và DBAP 747.
Các Yer-2 đã được sản xuất lại vào cuối năm 1943, nhưng không ai trong số các máy bay ném bom mới đã được ban hành để chống lại các đơn vị vào 1 tháng 6 năm 1944. Tuy nhiên 42 chiếc phục vụ vào ngày 1 tháng 1 năm 1945 và 101 chiếc vào ngày 10 tháng 5 năm 1945 sau khi chiến tranh kết thúc. Các nhiệm vụ chiến đấu đầu tiên được thực hiện bởi Yer-2 sau khi trở lại sản xuất là một cuộc đột kích vào Königsberg vào 07 tháng 4 năm 1945 bởi các máy bay ném bom thuộc Trung đoàn không quân 327 và 329 (Tiếng Nga: Bombardirovchnyy Aviatsionyy Polk). Nó vẫn phục vụ với các đơn vị không quân tầm xa cho đến khi được thay thế bằng máy bay ném bom bốn động cơ như Tupolev Tu-4 vào cuối năm 1940.

## Biến thể
DB-240
Hai mẫu thử của Yer-2 với động cơ 1,050 hp M-105.
Yer-2
Phiên bản sản xuất với 2 động cơ M-105, 128 chiếc.
Yer-2/AM-37
1 máy bay lắp thử hai mẫu thử động cơ 1,380 hp Mikulin AM-37.
Yer-2/M-40F
Phiên bản sử dụng động cơ diesel đầu tiên, sửa đổi lại cánh. Một chuyển đổi với hai động cơ diesel 1.500 hp Charomskiy M-40F.
Yer-2/ACh-30B
Phiên bản sản xuất với động cơ diesel, hiệu suất hoạt động tuyệt vời mặc dù độ tin cậy kém của động cơ Charomskiy ACh-30B. Tầm hoạt động được tăng lên 1.500 km từ phiên bản với động cơ M-105.
Yer-2ON
Yer-2N
Yer-2/MB-100
Yer-4
Phiên bản cuối cùng của loạt Yer-2 là một máy bay sản xuất năm 1941 với động cơ ACh-30BF được đặt lại tên là Yer-4. Nó có sải cánh lớn hơn một chút, tăng trọng lượng cất cánh và cải thiện trang bị vũ khí. Nguyên mẫu đã được thử nghiệm vào tháng 12 năm 1943, nhưng không được đưa vào sản xuất.

## Quốc gia sử dụng
Liên Xô
- VVS (tiếng Nga: Voyenno-Vozdooshnyye Seely—Không quân Liên Xô)
  - ADD (tiếng Nga: Aviahtsiya Dahl'nevo Deystviya—Không quân tầm xa)

## Tính năng kỹ chiến thuật (Yer-2/ACh-30B)
Gunston, Bill. Encyclopedia of Russian Aircraft 1875–1995, p. 503

### Đặc điểm riêng
- Tổ lái: 4
- Chiều dài: 16,42 m (53 ft 10½ in)
- Sải cánh: 23 m (75 ft 5½ in)
- Chiều cao: 4,82 m (15 ft 10 in)
- Diện tích cánh: 79 m2 (850 ft2)
- Trọng lượng rỗng: 10.455 kg (23.049 lb)
- Trọng lượng có tải: 18.580 kg (40.961 lb)
- Động cơ: 2 × Charomskiy ACh-30B, 1.118 kW (1.500 hp) mỗi chiếc

### Hiệu suất bay
- Vận tốc cực đại: 420 km/h (261 mph)
- Tầm bay: 5.500 km (3.418 dặm)
- Trần bay: 7.200 m (23.620 ft)

### Vũ khí
- 2 súng máy UBT 12,7 mm
- 1 pháo ShVAK 20 mm
- 5.000 kg (11.023 lb) bom